# Радивоје Беровић
Радивоје Беровић (Скадар, 27. новембар 1900 — Нови Сад, 7. децембар 1975) био је југословенски и српски лекар интерниста и професор, члан САНУ.

## Биографија
Беровић је рођен у Скадру 1900. године. Похађао је Другу београску гимназију, а био редовни професор Медицинског факултета у Београду од 1957. године, док је у периоду од 1959. до 1960. био декан на истом факултету.
Такође, био је управник Интерне Б клинике Медицинског факултета у Београду, као и професор Медицинске велике школе током 1951. године. Беровић је био дописни члан САНУ од 17. децембра 1959. године, а редовни од 16. децембра 1965. године на Одељењу медицинских наука, а ушао је са приступном беседом :  Актуелни проблеми у шећерној болести. Посебна издања/САНУ. Споменица. 402 : 30 (1967) 29−34.
Преминуо је 7. децембра 1975. године у Новом Саду, а сахрањен у Алеји заслужних грађана на Новом гробљу у Београду.

## Награде и признања
- Орден заслуга за народ са златном звездом (1965)
- Орден Републике са златним венцем (1973)[1]